# Natalie Choquette
Natalie Choquette est une soprano canadienne née à Tokyo (Japon) en 1959 et renommée pour sa grande musicalité, son sens de l'humour et sa créativité.

## Biographie

### Son enfance
Natalie Choquette naît à Tokyo, au Japon, en 1959 et y habite jusqu’à ses 18 mois, puis au Canada jusqu’à l'âge de trois ans. En raison du travail de son père, diplomate canadien, la famille déménage fréquemment. Natalie Choquette habite de l'âge de 3 à 6 ans à Lima, au Pérou. De 6 à 9 ans, elle habite Boston, puis Rome jusqu’à ses 13 ans. Dans cette dernière ville, son père occupe le poste de conseiller culturel de l’ambassade du Canada, ce qui permet à la famille Choquette d’assister à plusieurs concerts et spectacles variés. Elle assiste à ses premiers opéras et découvre la musique sacrée du Vatican. De retour à Montréal, elle poursuit son éducation à l’Institut Saint-Dominique. Pendant cette période, elle suit ses premiers cours de chant à 15 ans avec l’alto André-Paul Bourret. Natalie vit ensuite à Moscou jusqu'à ses 17 ans, puis regagne Montréal ensuite, afin de compléter ses études supérieures par sa lycence français au Collège Marie de France. Elle étudie par la suite à l’Université de Montréal aux côtés de Roland Richard.

### Sa carrière

#### Ses débuts

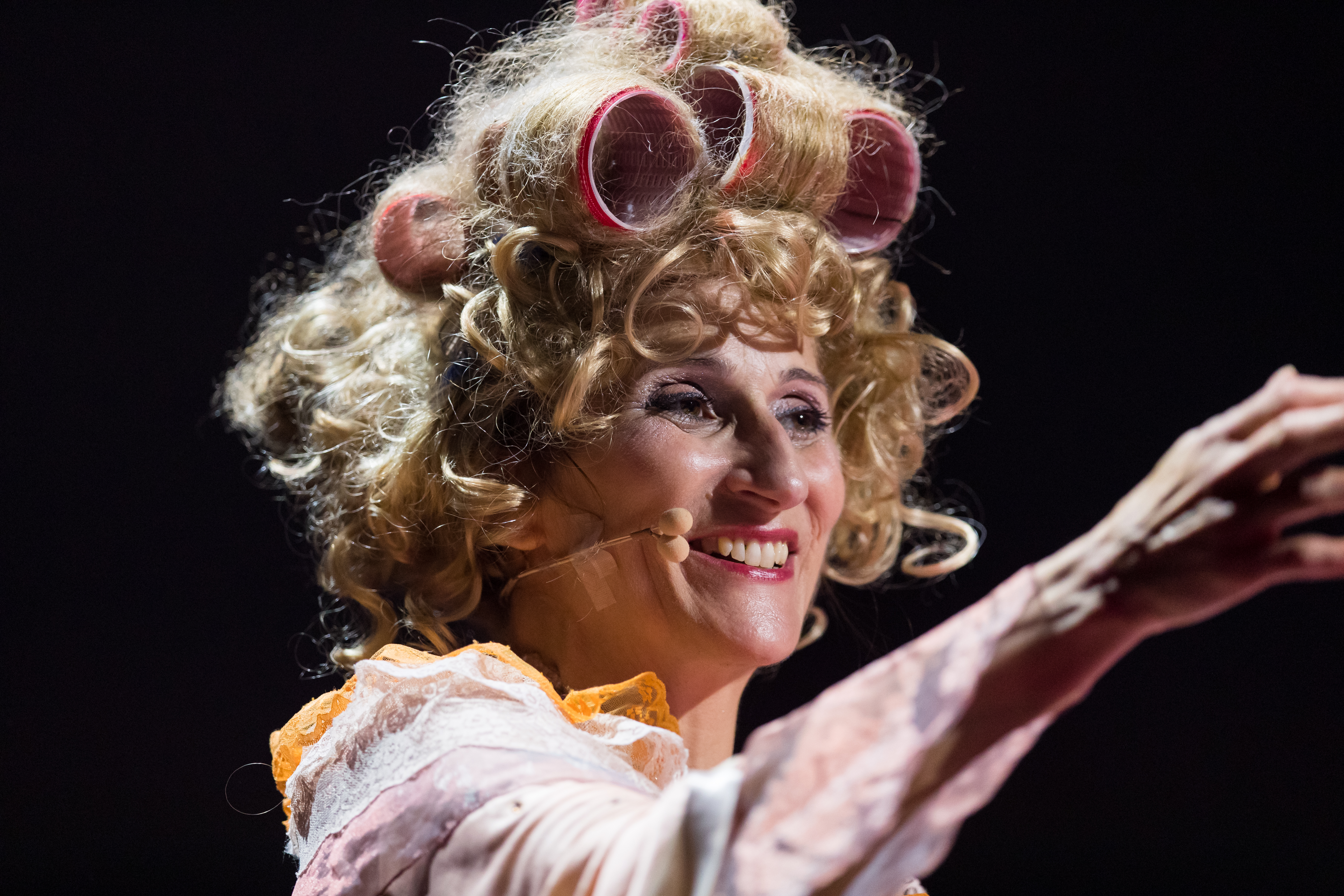
Natalie Choquette, Night of the Proms, Allemagne, 2019.

Après quelques contrats de prestations, à la sortie de l'université. Desquels, elle développe des talents d’animatrice de foule.
Elle entre dans les chœurs de l'Opéra de Montréal et a l’occasion de toucher à la musique contemporaine aux côtés de Reynald Arsenault, qui remarque son talent et compose un Alléluia spécialement pour elle.
Quelques années après, le chef et compositeur suisse Pierre Huwiler est « à la recherche d’une chanteuse possédant une technique solide, mais capable d’adopter un phrasé pop ». Il fait appel à Natalie Choquette pour chanter sa pièce Gottardo, puis sa Missa Alba avec l’orchestre de Montreux.
Elle met en scène des spectacles de type cabaret en mélangeant des pièces populaires aux grands airs d’opéra allant de Gilles Vigneault à Puccini. En juin 1992, elle participe à l’ouverture du Musée d'art contemporain de Montréal et amuse le public avec son personnage de la « Muse de la pantomime ».

#### Le chant et l'humour

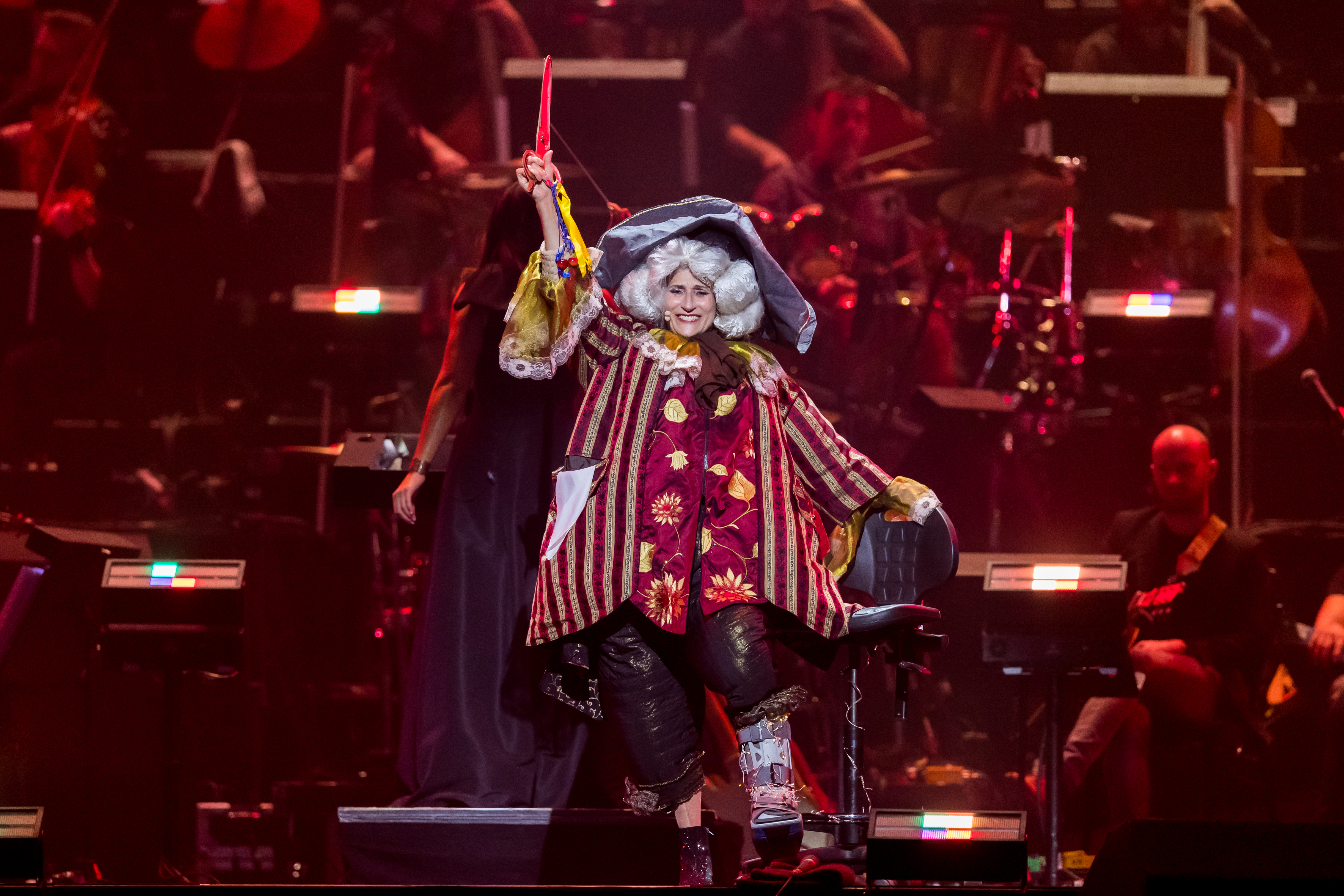
Natalie Choquette, Night of the Proms, Allemagne, 2019.

Natalie Choquette crée des spectacles au contenu très varié mariant l’humour et la musique populaire et classique en passant par Mozart, Bach Schubert, Fauré, Verdi, et Bizet, et allant de Piaf, Dalida, Aznavour à Vigneault,,. Ses nombreux personnages de Diva apparaissant dans ses spectacles (Diva by Night, La Diva Aeterna, Diva, ou une espèce en voix de disparition, La Diva Malbouffa, etc.) et ont touché des milliers d'adultes et d’enfants, surtout dans les milieux scolaires, puis lui ont valu le surnom de « diva comique ».

#### L'écrivaine
Depuis juin 2013, Natalie Choquette est autrice pour la série de livres jeunesse Sur un air d'opéra dans lesquelles son personnage de Mimi, la diva Malbouffa invite les enfants à chanter avec elle des airs d’opéra tout en étant éducatif.

#### Apparition à la télévision
Natalie Choquette est apparue à la télévision dans l’émission En direct de l'univers, Bernard Derome en 2016, dans Prière de ne pas envoyer de fleurs en 2012, et dans l’émission spéciale La Diva et le Maestro avec les musiciens de l’Orchestre symphonique de Montréal et Charles Dutoit en 2002 ; émission qui fut diffusée en Europe, en Asie et au Canada. En 2023, elle participe à la télé-réalité Big Brother Célébrités, un an après l’apparition de sa fille Éléonore Lagacé dans la même compétition. Elle participe à l’émission Un souper presque parfait en janvier 2024 avec ses confrères de la télé-réalité Big Brother Célébrités.

### Vie privée
Natalie Choquette est chevalière de l’Ordre national du Québec,,.
Madame Choquette est également porte-parole de la Fondation québécoise du cancer
Mère de trois filles, la chanteuse Florence K (père Hani Khoriaty), Ariane Lagacé et d'Éléonore Lagacé  (père Éric Lagacé).
Éric Lagacé fut son directeur musical ainsi que son arrangeur pour quelques-uns de ses albums.
Nathalie Choquette est la cousine de l'homme politique Jérôme Choquette.

## Discographie Isba Music (Canada)
Source : Discogs
- 1991 : Natalie
- 1993 : Requiem d'Andrew Lloyd Webber
- 1994 : De Vigneault à Mozart
- 1994 : La Passion selon saint Mathieu de Jean-Sébastien Bach
- 1995 : La Diva
- 1997 : La Diva II
- 1998 : Diva Luna
- 2001 : La Diva - Best Of
- 2002 : La Diva & le Maestro
- 2002 : Le Noël de la Diva
- 2004 : Æterna
- 2005 : Æterna romantica
- 2006 : Æterna celesta
- 2007 : Lux Æterna - La trilogie • The Trilogy
- 2008 : Terra Mia
- 2009 : Terra Bella
- 2014 : Il mio Canto Libero
- 2020 : Colores

## Filmographie
Source : IMDb

### Cinéma
- 1997 : La Vengeance de la femme en noir de Roger Cantin : Gulia Primadona, la cantatrice
- 2010 : The Perfect Vacuum d'Alana Cymerman (court-métrage) : Mona
- 2016 : Mobile Étoile de Raphaël Nadjari : Natalie Colin, mère d'Abigail

### Télévision
- 1987 à 2011 : Les Étoiles du dodo, émission de variétés
- 2002 : La Diva et le Maestro avec les musiciens de l'Orchestre symphonique de Montréal et Charles Dutoit
- 2002 : Opera Easy II : animatrice
- 2012 : Prière de ne pas envoyer de fleurs : chanteuse lyrique
- 2013 : En direct de l'univers : chanteuse invitée
- 2016 : En direct de l'univers, Bernard Derome : chanteuse invitée
- 2022 : Big Brothers Célébrités : candidate participante

## Lauréats et nominations

### Gala de l'ADISQ
| Année | Catégorie                                                  | Pour                                         | Résultat   |
| ----- | ---------------------------------------------------------- | -------------------------------------------- | ---------- |
| 1995  | spectacle de l'année - humour                              | Diva ou une espèce en voix... de disparition | nomination |
| 1998  | album de l'année - classique / orchestre et grand ensemble | La diva II                                   | lauréat    |
| 1998  | spectacle de l'année - humour                              | La diva et Charles Dutoit                    | nomination |
| 2005  | album de l'année - classique soliste et petit ensemble     | Æterna                                       | lauréat    |
| 2006  | album de l'année - classique / vocal                       | Æterna romantica                             | lauréat    |
| 2007  | album de l'année - classique / vocal                       | Æterna celesta                               | lauréat    |
| 2020  | album de l'année - autres langues                          | Colores                                      | nomination |